# Arefu
Arefu è un comune della Romania di 2 609 abitanti, ubicato nel distretto di Argeș, nella regione storica della Muntenia.
Il comune è formato dall'unione di 5 villaggi: Arefu, Căpățânenii Pământeni, Căpățânenii Ungureni.
Nel territorio del comune è ubicata una cittadella medievale, Cetatea Poenari, che sarebbe stata fatta costruire da Vlad Țepeș.
Il comune è attraversato dalla strada nazionale DN7C, detta anche Drumul Transfăgărășan, che attraversa i Monti Făgăraș; si tratta di una delle strade più interessanti dal punto di vista paesaggistico di tutto il Paese.

## Galleria d'immagini

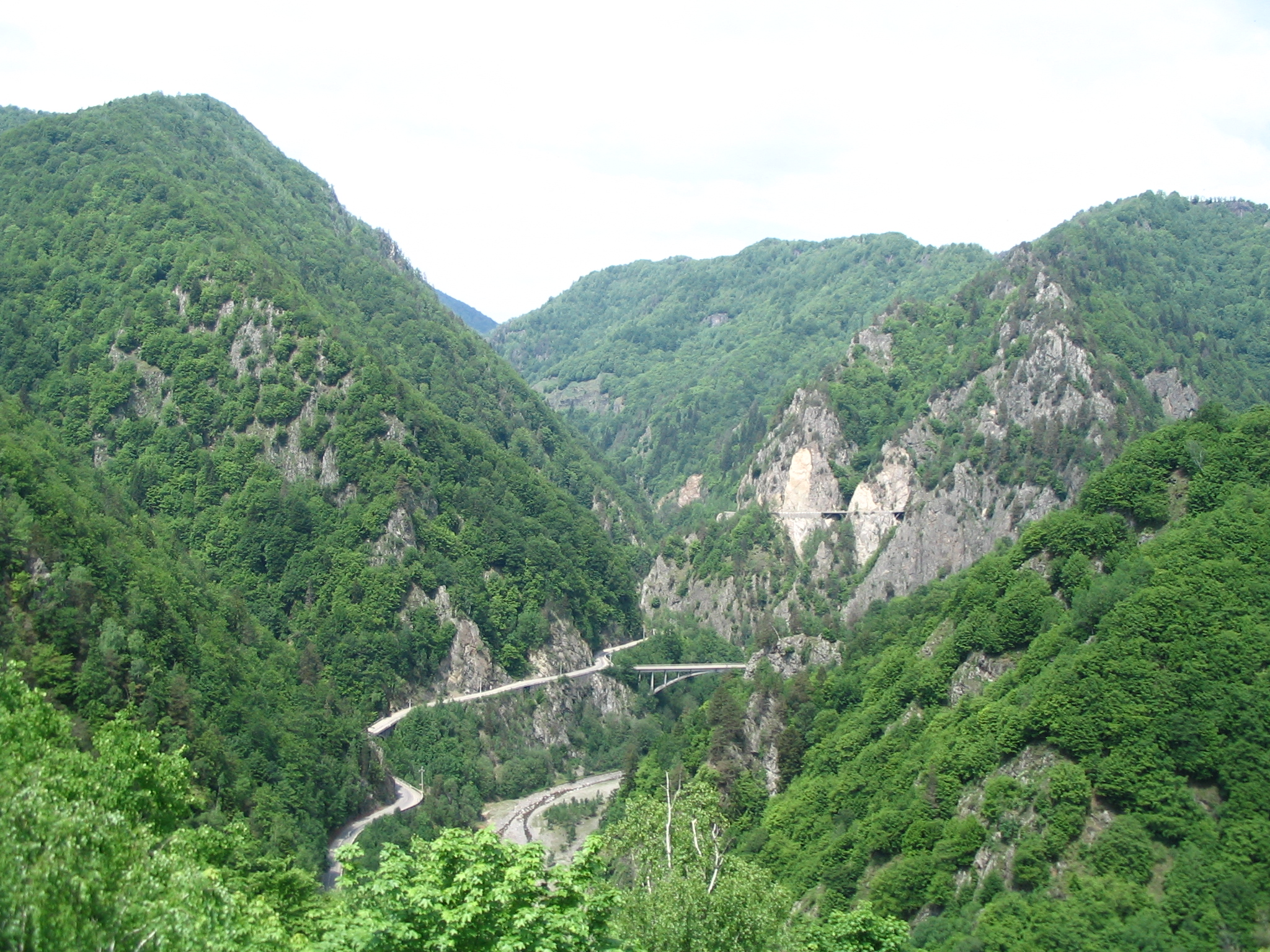
Vista della strada Transfăgărășan nei pressi di Arefu
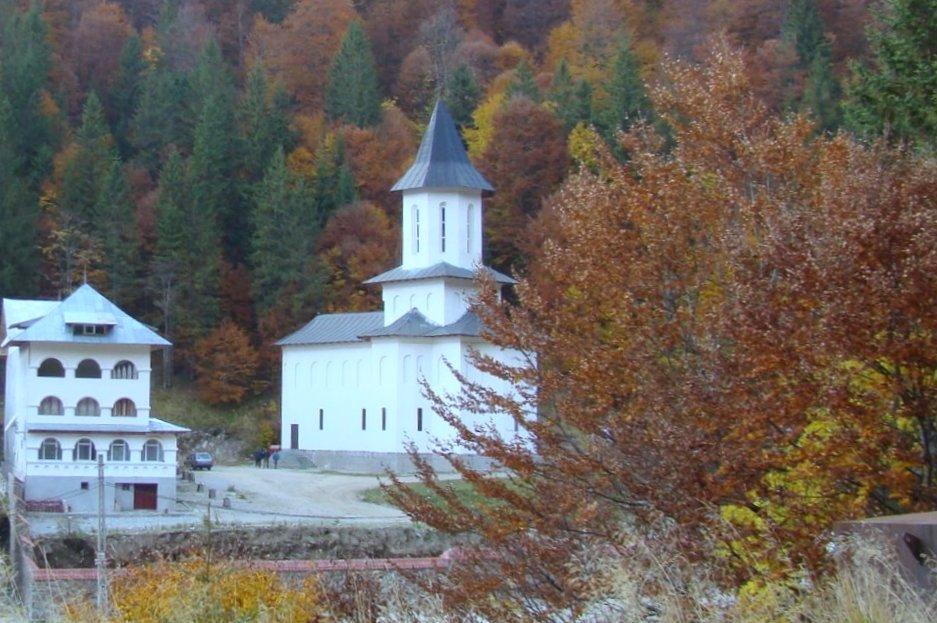
Monastero di Arefu
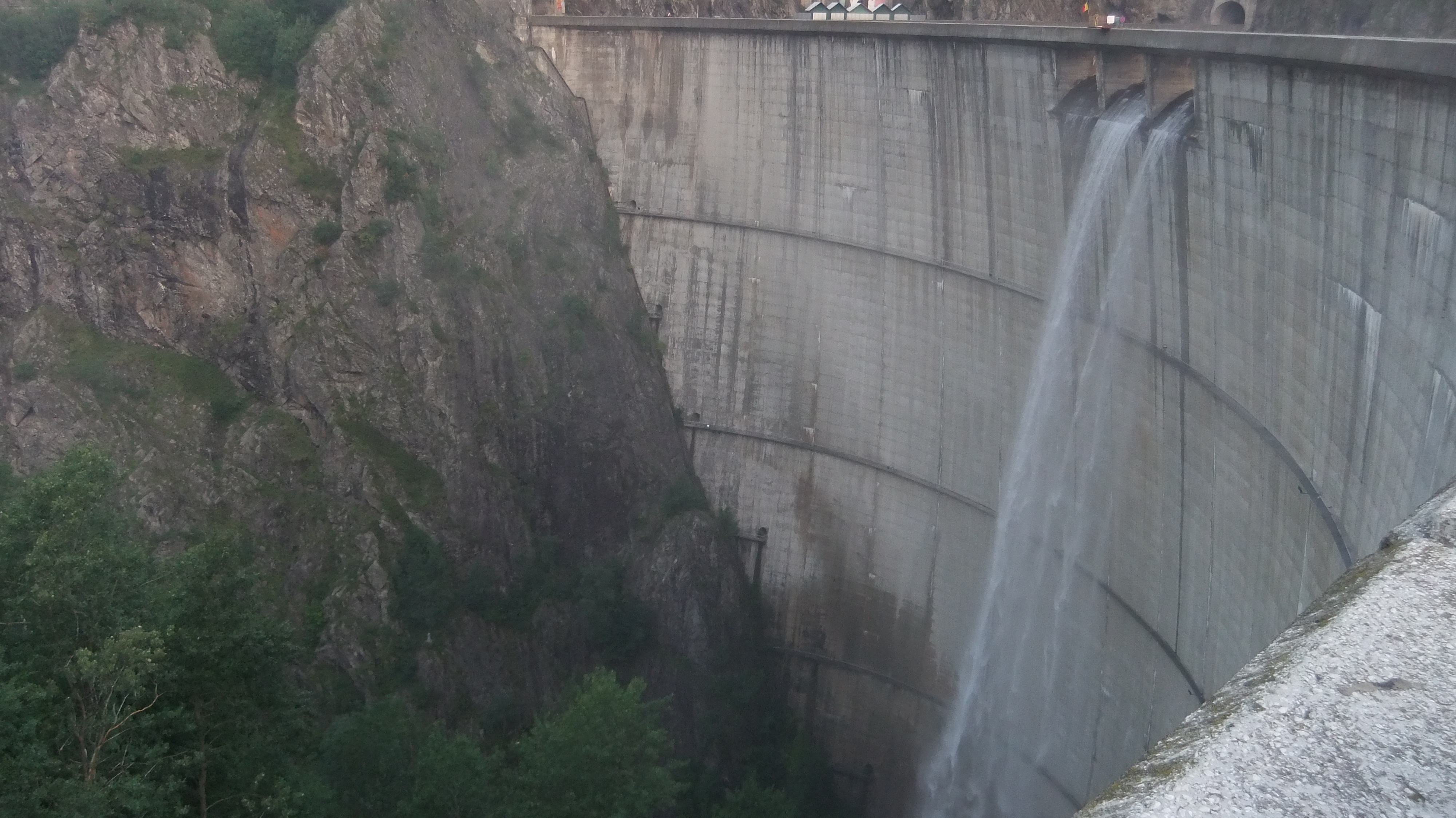
Diga di Vidraru sopra Arefu
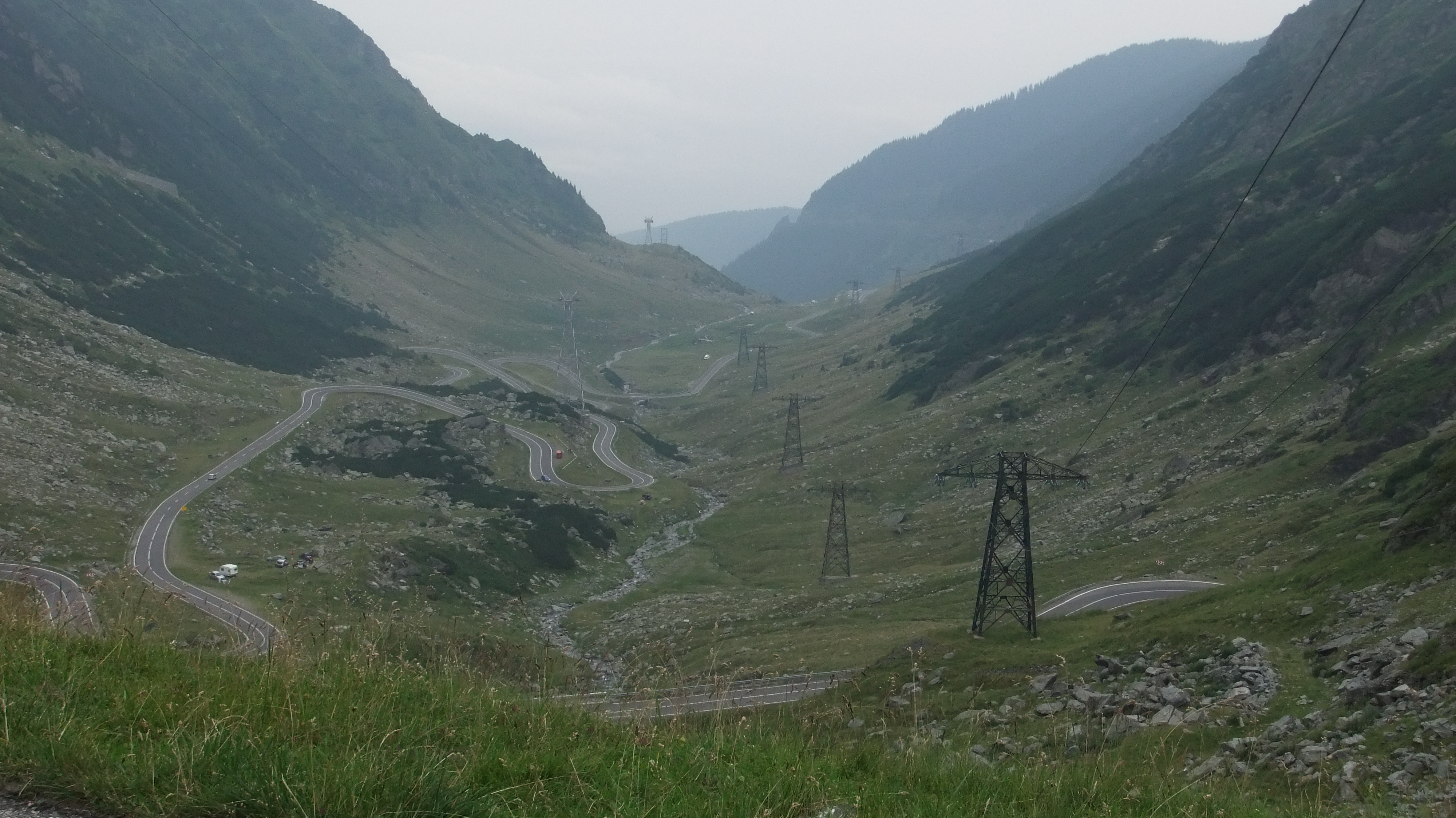
Transfăgărăşan strada sopra Arefu